# The Music Freaks
A The Music Freaks egy 2020-tól indult brit rajzfilmsorozat, amelyet RosyClozy írt és rendezett. A Gacha Life és Gacha Club nevű alkalmazással készített sorozatot YouTube-on lehet megtekinteni. Előzetese 2020. április 8-án jelent meg.

## Ismertető
A történet egy népszerű középiskolás fiúról, Jake-ről szól, aki elrejti éneklés iránti szenvedélyét ítélkező barátai elől, míg szerelme, Daisy meg nem győzi őt arról, hogy csatlakozzon az intézmény zene klubjához, hogy részt vegyen a bandák versenyén.

## Szereplők
| Szereplő           | Szinkronhang         |
| ------------------ | -------------------- |
| Jake               | Joshua Barnette      |
| Hailey             | VeeahBee, RaikooA    |
| Alexander (Zander) | Robert Cossyleon     |
| Luke               | Mark Lee             |
| Millicent (Milly)  | Charlie Rowen        |
| Sean               | David Cordell Cherry |
| Daisy              | Phebe Fabacher       |
| Drew               | Tyler Li             |
| Liam               | Alain D'Regel        |
| Henry              | Adam New             |
| Zoey               | Veronica Laux        |
| Lia                | Kaylee Dankese       |
| Elliot             | Onzo Garcia          |
| Sadie              | Taylor Alexander     |
| Stacy              | CrisChuu             |
| Miss Jones         | Yerka Girl           |
| Michael            | Zack Maher           |
| Shannon            | RosyClozy            |
| Bethany            | Maddie N. Mellow     |
| Maria              | Lauren Tracy         |
| Milo               | Envee Lin Alice      |
| Iskola igazgató    | Nola Klop            |

## Epizódok

### 1. évad
| #                                                                      | Cím                     | Premier             |
| ---------------------------------------------------------------------- | ----------------------- | ------------------- |
| 1.                                                                     | He Can Sing?!           | 2020. április 26.   |
| Időtartam: 18 perc Nézettség: 9,5 millió                               |                         |                     |
| 2.                                                                     | Trust Issues            | 2020. május 20.     |
| Időtartam: 17 perc Nézettség: 4,8 millió                               |                         |                     |
| 3.                                                                     | Pink-Haired Devil       | 2020. június 28.    |
| Időtartam: 21 perc Nézettség: 7,5 millió                               |                         |                     |
| 4.                                                                     | Lovesick Luke           | 2020. augusztus 8.  |
| Időtartam: 20 perc Nézettség: 5,3 millió                               |                         |                     |
| 5.                                                                     | A Drummer's Confession  | 2020. november 7.   |
| Bevezető: 2020. november 2. Időtartam: 24 perc Nézettség: 6,2 millió   |                         |                     |
| 6.                                                                     | Misfortunate Day Out    | 2021. július 2.     |
| Bevezető: 2021. június 26. Időtartam: 23 perc Nézettség: 3,9 millió    |                         |                     |
| 7.                                                                     | Out in the Open         | 2021. augusztus 14. |
| Bevezető: 2021. augusztus 10. Időtartam: 20 perc Nézettség: 3,5 millió |                         |                     |
| 8.                                                                     | Scared of the Spotlight | 2021. november 27.  |
| Bevezető: 2021. november 24. Időtartam: 29 perc Nézettség: 3,4 millió  |                         |                     |
| 9.                                                                     | Wavering Between        | 2022. március 26.   |
| Bevezető: 2022. március 24. Időtartam: 26 perc Nézettség: 3,6 millió   |                         |                     |
| 10.                                                                    | KARMA                   | 2022. december 10.  |
| Bevezető: 2022. december 3. Időtartam: 25 perc Nézettség: 2,6 millió   |                         |                     |
| 11.                                                                    | A Singer's Resolve      | 2023. július 15.    |
| Bevezető: 2023. július 8. Időtartam: 43 perc Nézettség: 2,6 millió     |                         |                     |

## Betétdalok
| Cím                  | Előadó                                       | Előadó a sorozatban |
| -------------------- | -------------------------------------------- | ------------------- |
| My Gaming Life       | Arensky, Marin Hoxha, Jon Becker             | Jake                |
| Just Breathe         | Rival, Cadmium, Jon Becker                   | Jake                |
| Chasing              | Dominick Soth, Max Landry                    | Zander              |
| Redemption           | Besomorph, Coopex, Riell                     | Millicent           |
| Melody               | Cadmium, Jon Becker                          | Jake                |
| Seasons              | Rival, Cadmium, Harley Bird                  | Luke                |
| Meant To Be          | Arc North, Krista Marina                     | Hailey              |
| Holding You          | Unknown Brain, Spce CadeX, Max Landry        | Zander              |
| Take Me Away         | ClearSky, Thomas Fiss                        | Jake                |
| Getaway              | Real Hypha, Dan Millward                     | Sean                |
| Pushed Down          | Caroline                                     | Hailey              |
| In My Shoes          | Phillip Berry, Veronica Bravo                | Hailey              |
| Loved With Your Love | Rival, Arc North, Robbie Rosen               | Jake                |
| My Love              | Arc North, Jonört                            | Hailey              |
| Clouds               | Anna Yvette, AFK                             | Hailey              |
| Fight For Me         | Rival, Cadmium, Chris Lintor, Veronica Bravo | Jake, Hailey        |
| Starlight            | Rival, Arc North, Jon Becker, Veronica Bravo | Jake, Hailey        |